# Kırık Beyaz Laleler
Kırık Beyaz Laleler (deutsch schmutzig weiße Tulpen) ist ein deutsch-türkischer Kurzfilm von Aykan Safoğlu aus dem Jahr 2013. Weltpremiere war am 3. Mai 2013 bei den Internationalen Kurzfilmtagen in Oberhausen.

## Handlung
Das Leben des US-amerikanischen Schriftstellers James Baldwin im türkischen Istanbul wird nicht nur durch Fotografien Sedat Pakays, sondern auch durch autobiografische Kommentare des Regisseurs nachgestellt.

## Kritiken
„Wer kennt keine Frau, die ihre Haare blond gefärbt hat? Oder die nie – nicht einmal in Träumen – einen imaginären Freund hatte? Aykan, vielleicht gehört die Geschichte deiner Beziehung zu James Baldwin nicht allein in das Reich der Fiktion. Deine Arbeit, eine Hommage an Baldwin, steht vielmehr auf der subtilen und brüchigen Grenze zwischen zwei Welten – der realen und der kreativen – ebenso wie zwischen den Zeiten/Augenblicken. Indem du Bilder von Baldwin geschickt mit deiner persönlichen Erkundung verknüpfst, stellt ‚Kirik Beyaz Laleler‘ zahlreiche schöne Verbindungen mit den Zuschauern her. Wir freuen uns sehr, dass wir an deinem Porträt eines exilierten Schriftstellers teilhaben können, mit dem du drei Lebensjahre teilst (1984–1987).“

## Auszeichnungen
Internationale Kurzfilmtage Oberhausen 2013
- Großer Preis der Stadt Oberhausen